# グロスター E.28/39
グロスター E.28/39
グロスター E.28/39
- 用途：実験機
- 設計者：ジョージ・カーター
- 製造者：グロスター
- 運用者：イギリス空軍
- 初飛行：1941年5月15日
- 生産数：2機
- 運用状況：1機保存

グロスター E.28/39 (Gloster E.28/39)とはイギリスのグロスター・エアクラフトで製作され、同国で初めて飛行したターボジェット機である。非公式にグロスター ホイットル(Whittle)、グロスター パイオニア(Pioneer)、グロスター G.40などとも呼ばれる。”ジェットエンジンの父”と呼ばれるフランク・ホイットルの設計したターボジェットエンジンの実用性をテストするために開発され、その結果はジェット戦闘機グロスター ミーティアへと反映された。

## 開発経緯
1939年9月、イギリス航空省はホイットルが設計したターボジェットエンジンを実装した航空機の仕様書を提起し、グロスターにその製作を指示した。グロスターはホイットルの協力を得つつ作業を開始し、同社の主任設計者ジョージ・カーター(George Carter)はテストベッド機として小型の低翼機を設計した。主翼や尾翼の配置は従来の航空機と同じであったが、機首には空気取入れ口があり、ジェット排気ダクトを通した尾部の上に水平尾翼と垂直尾翼が取り付けられていた。1940年3月、航空省はグロスターと2機の原型機の製造契約を結び、1機目は1941年4月に完成した。機体の製作はグロスターシャー州のハックルコート(Hucclecote)村で行われていたが、途中からはドイツ軍の爆撃に対してより安全なグロスターシャー州、チェルトナムの一角で行われた。

## 試験・評価

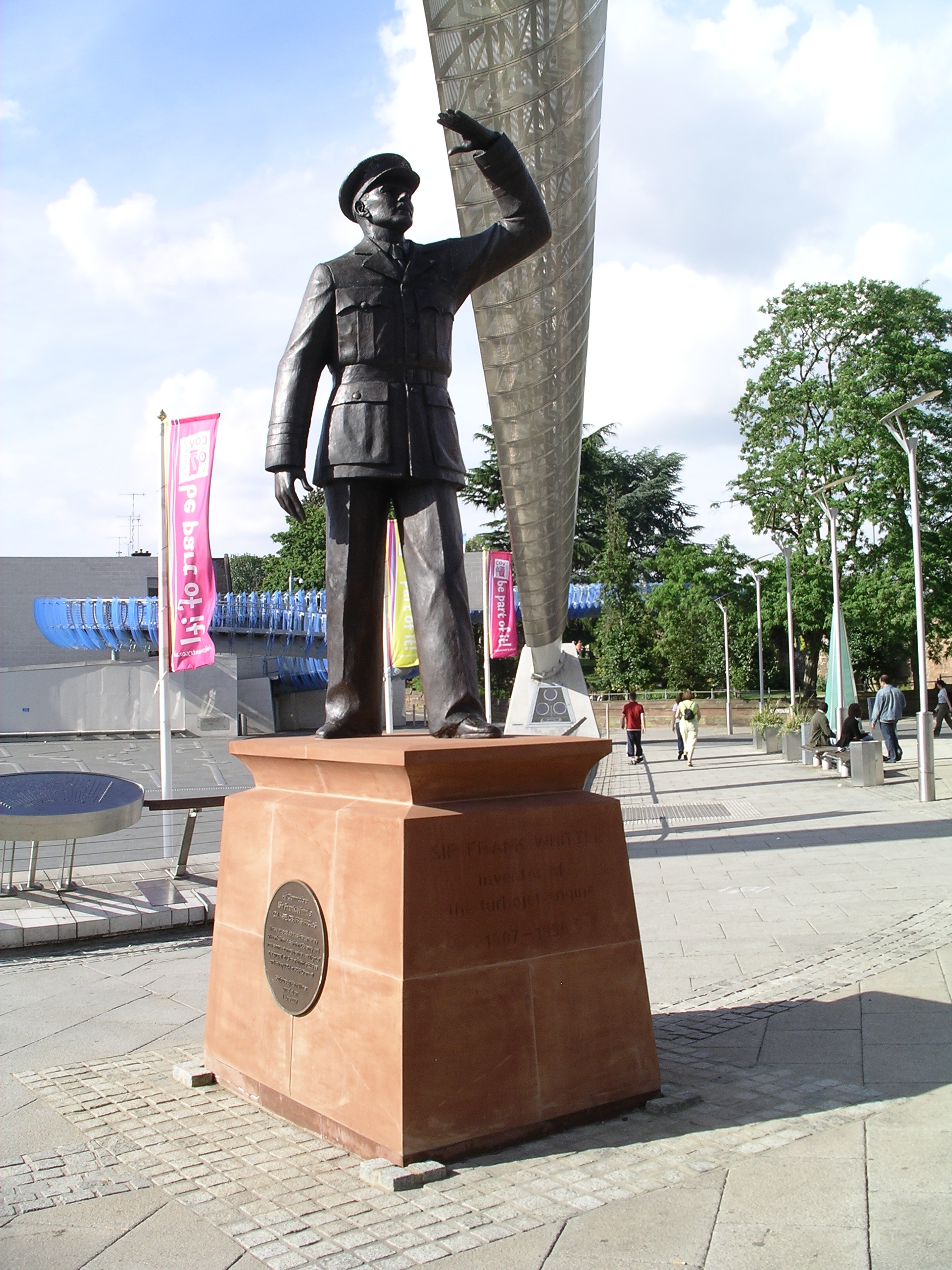
イギリス初のジェット機の飛行を見上げるホイットルをモチーフとした銅像

完成した機体は再びハックルコートに移され、1941年の4月から地上テスト用のジェットエンジンW.1を搭載してタキシングを行う試験が開始された。これは特に問題なく終了し、5月15日には新しいエンジンを搭載してグロスターのテストパイロットであるゲリー・セイヤー(Gerry Sayer)の手によりリンカンシャー州のクランウェル(Cranwell)基地から初めて空へ飛び上がった。この初飛行は17分間続き、成功を収めた。その後も試験は続けられ、より洗練されたジェットエンジンに換装して何度も飛行を行った。機体の小改修も行われ、試験計画の後半には高速時の安定性を増すために水平尾翼に小さなフィンが取り付けられた。
仕様書では片翼当たり2丁の7.7mmブローニング機関銃を装備することになっていたが、これは実際に搭載されることはなかった。
2機目の原型機はRover W2Bエンジンを搭載して1943年3月から試験に参加した。試験を行ううち、エンジンオイルと潤滑系統に問題があることが発見された。不幸にもこの二代目の機体は7月の試験飛行の際、エルロンが可動しなくなり墜落してしまう。原因はエルロンの制御系に誤ったグリースを使ったことだった。片方のエルロンが固着し、機体を制御不能に陥らせたのである。なお、幸運なことにパイロットは脱出して無事であった。
1機目の原型機は1944年まで試験を続けられ、同時期に現れたさらに進歩したターボジェット機にその役目を譲った。E.28/39はスピード記録を出すことはできなかったものの、実験機としては十分有効なデータを残し、優れた上昇力と高い上昇限度を見せつけ、ジェット機の可能性を示した。また、イギリス初のジェット戦闘機であるミーティア開発への道を切り開いた点でイギリス航空界のマイルストーンであると言える。
現在、第1号機はロンドンのサイエンス・ミュージアムに殿堂入りして展示されている。また、フルスケールのレプリカが2機製作され、1機はホイットル縁の地であるハンプシャー州のファーンボロー(Farnborough)近郊に、もう１機はエンジンが製造されたレスターシャー州のルターワース(Lutterworth)に安置されている。フルスケールの模型もグロスターシャー州のジェット・エイジ博物館(Jet Age Museum)の有志の手によって製作されている。

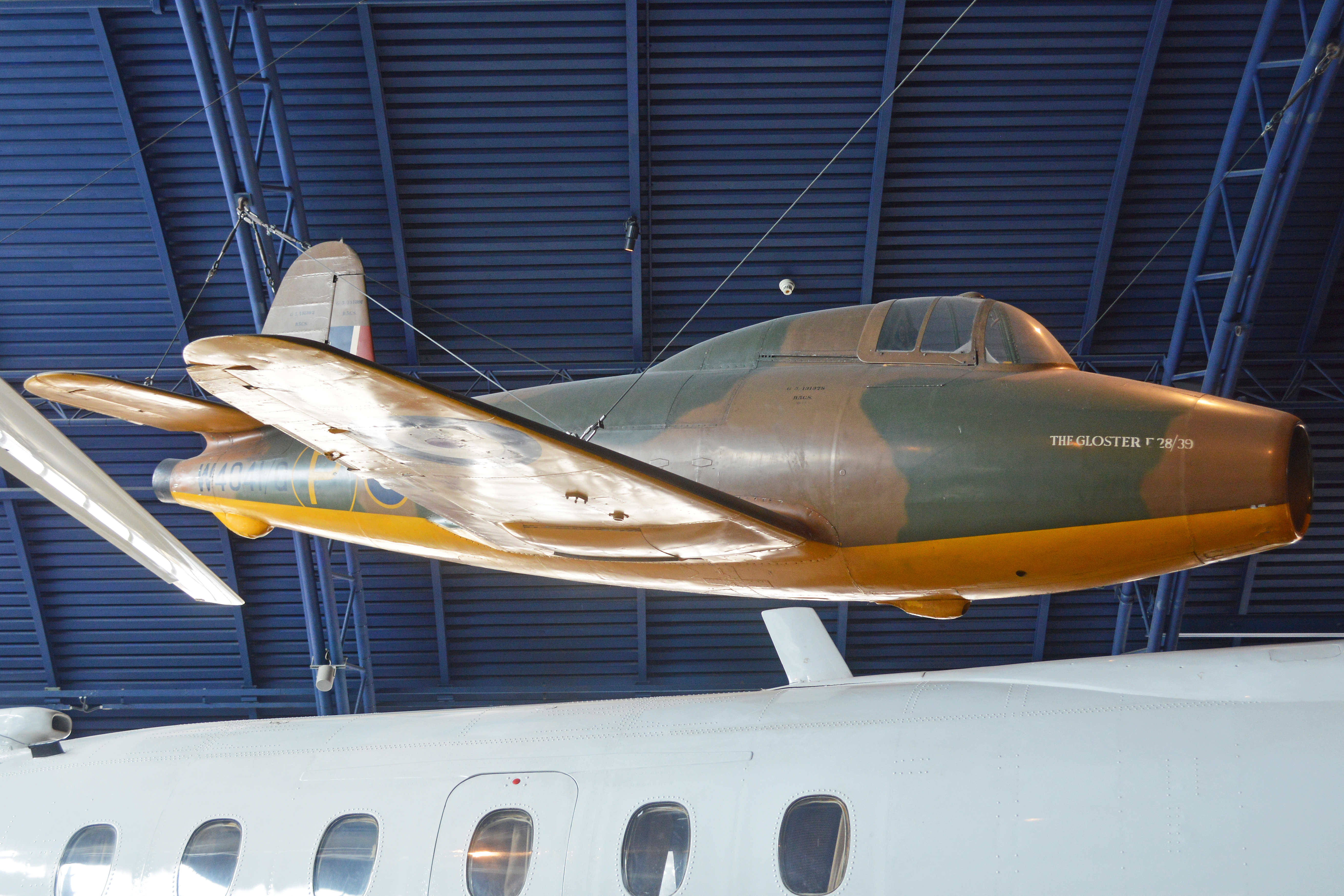
現存機（サイエンス・ミュージアム）
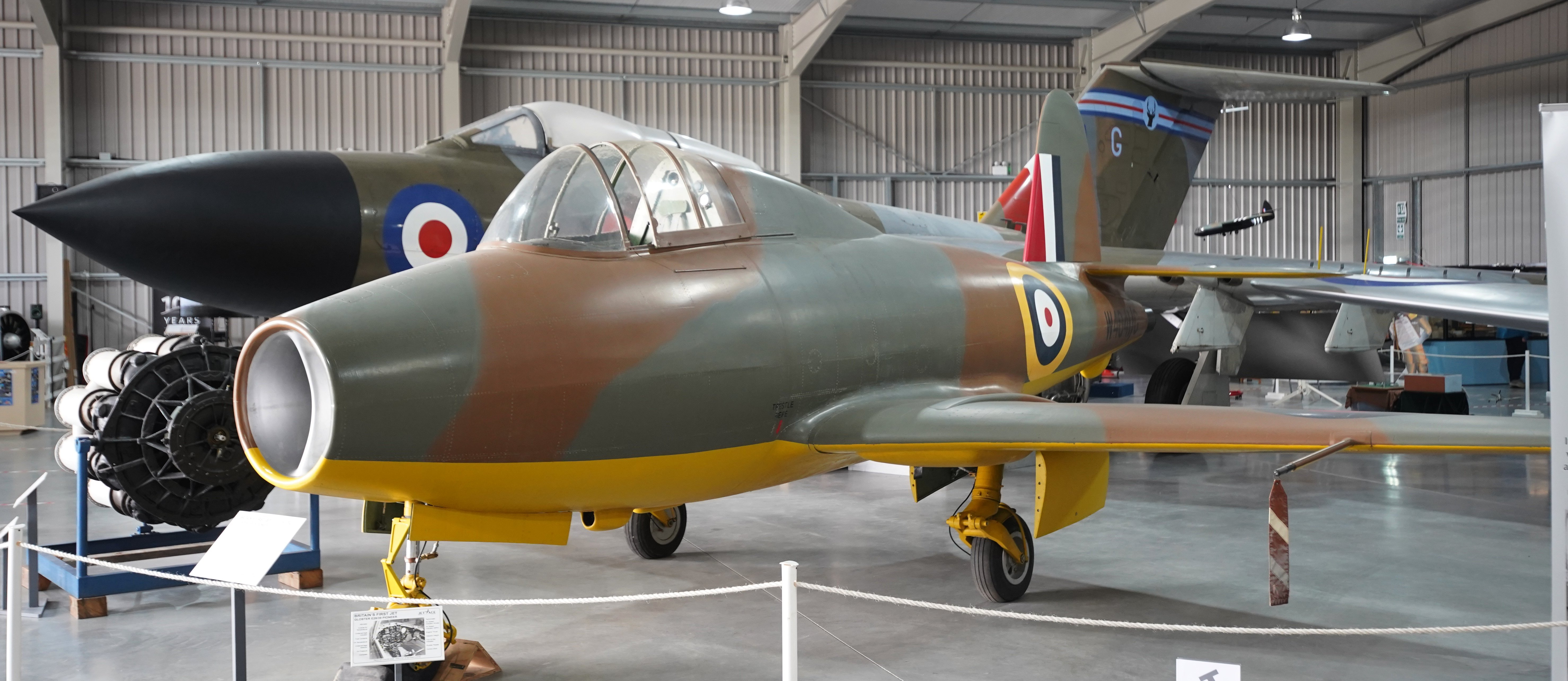
実寸大レプリカ（ジェット・エイジ博物館）

## 性能諸元（仕様書内容）
- 搭乗員：1名
- 全長：7.74 m
- 全幅：8.84 m
- 全高：2.70 m
- 翼面積：13.6 m²
- 空虚重量：1309 kg
- 全備重量：1700 kg

三面図

- エンジン：Power Jets W.1 ×1（ターボジェットエンジン）
- 推力：3.8 kN
- 最大速度：750 km/h @ 3050m
- 航続距離：660 km
- 上昇限度：9755 m
- 上昇率：6.9 m/s
- 推力重量比：0.23
- 武装（希望）：7.7 mmブローニング機関銃 ×4